# Tomba degli Alsina
Die Tomba degli Alsina („Grab der [Familie] Alsina“) ist ein ausgemaltes etruskisches Kammergrab, das im Jahr 1872 entdeckt wurde. Das aus einem Raum bestehende Grab befindet sich in der Monterozzi-Nekropole bei Tarquinia und datiert ins zweite Jahrhundert v. Chr.
Die Wände zeigten die Reste eines figürlichen Frieses (heute weitestgehend verloren), dessen Inschriften Familienmitglieder der Familie der Alsina, aber auch der Pumpu nennen. In der Grabkammer fanden sich auch Sarkophage, die zum Teil ebenfalls beschriftet sind. Insgesamt gab es im Grab zehn etruskische und eine lateinische Inschriften. Es gab 24 Beisetzungen über drei Generationen.